# Drome Racers
Drome Racers es un  videojuego de carreras de Lego desarrollado por Attention to Detail y publicado por Electronic Arts y Lego Interactive. Fue lanzado en noviembre de 2002, para PlayStation 2 y Microsoft Windows, y luego se transfirió a GameCube. También se lanzó un spin-off para Game Boy Advance, que fue publicado por THQ. Es el tercer juego de carreras de Lego, lanzado un año después de Lego Racers 2, que también fue desarrollado por Attention to Detail.

## Jugabilidad y trama
Ambientado en el año 2015, Drome Racers es una combinación de juego de carreras con la licencia de Lego, que ofrece vehículos basados en los juguetes de construcción Lego de 2002. El modo Carrera pone al jugador en el papel de Max Axel, quien tiene la tarea de ganar el codiciado Campeonato Drome. Para hacerlo, debe abrirse camino a través de los rangos completando una serie de carreras de desafíos múltiples; una serie de carreras en las que el tiempo de finalización de una ronda se traslada a la siguiente. Por ejemplo, si Max terminó tres segundos atrás en la última carrera, el líder recibe una ventaja inicial de tres segundos en la siguiente. El ganador general es el primero en cruzar la línea de meta en la carrera final de la serie. Antes de cada serie de Multi-Challenge hay una carrera de resistencia de clasificación, donde la victoria está determinada por un buen comienzo y un cambio de marcha adecuado.
Max Axel cuenta con la ayuda de otros miembros del Team Nitro como Shicane, que se encarga de las mejoras de los coches, y Rocket, que da consejos. Las ganancias se pueden destinar a la construcción de un automóvil nuevo o la mejora del existente. El primero permite a los jugadores seleccionar las ruedas, el chasis y el tipo de carrocería del nuevo vehículo, cada uno de los cuales se adapta a condiciones y entornos específicos. Este último ofrece mejoras de cinco niveles en categorías, como motor, aerodinámica, turbo, blindaje y neumáticos. Las armas también juegan un papel vital. El modo arcade presenta a los jugadores carreras normales o contrarreloj a través de una variedad de recorridos, condiciones climáticas y rutas. La opción Carrera rápida permite una acción instantánea mediante la selección aleatoria de cualquier variable pertinente, incluidos los coches y las pistas, para uno o dos jugadores.
La versión de GameCube presenta varias mejoras, incluido un potenciador adicional que no estaba en las otras versiones y un modo de batalla de 2 jugadores, donde el objetivo es destruir el coche del otro jugador con potenciadores (aunque hay variantes como mantener una bandera la más larga sin ser golpeada). El modo de batalla utiliza un automóvil único que no se puede usar en carreras normales (una versión ligeramente modificada de Lego set 4585 Nitro Pulverizer) y tiene lugar en varias arenas especiales basadas libremente en las pistas del juego (como City Arena, que se basa en la pista Foundry).

## Recepción
Drome Racers recibió críticas "mixtas o promedio", según el sitio web agregador de reseñas Metacritic, que otorgó a la versión para Microsoft Windows del juego una puntuación de 65/100, según seis reseñas, su versión para PlayStation 2 tuvo una puntuación de 57/100, basada en 10 reseñas, y su versión para GameCube obtuvo una puntuación de 54/100, basada en cinco revisiones. La mayoría de los críticos expresaron que la jugabilidad era mediocre, con Ryan Davis de GameSpot diciendo "La poca originalidad que tiene, como las carreras de carreras de clasificación, se minimiza seriamente, y la mayor parte de la experiencia parece genérica", y dándole una calificación de 5.2 / 10. Una revisión positiva de jkdmedia de GameZone dice "Tiene mucho que ofrecer y es una maravilla jugar".
La conversión de Game Boy Advance de Drome Racers obtuvo una puntuación ligeramente superior a la de sus homólogos de PC y consola, y Metacritic le otorgó una puntuación de 73/100, basada en 9 críticas. Frank Provo de GameSpot lo calificó con 8.1 / 10, diciendo que "Drome Racers es el juego de carreras más impresionante desde el punto de vista técnico que ha llegado a [Game Boy Advance] en mucho, mucho tiempo". Craig Harris de IGN lo calificó con 7.0 / 10, diciendo que "[el juego es] un juego de carreras divertido, pero los controles son un poco flojos".

## Secuelas
Drome Racers sería el último juego desarrollado por Attention to Detail, ya que la compañía entró en liquidación el 28 de agosto de 2003, poco antes del lanzamiento del port del juego a GameCube. Los informes sugirieron que la compañía estaba trabajando en una cuarta entrega de la serie, titulada tentativamente Lego Racers 4, y otro título, Lego Racers CC, se anunció en los catálogos de Lego en 2004, aunque no hay más información al respecto de cualquiera de los dos se ha conocido desde entonces.
En enero de 2007, Kiloo anunció que estaban desarrollando dos nuevos videojuegos con temática de Lego para teléfonos móviles, uno de los cuales se tituló Lego Racers y presentaba una mecánica original del juego de 1999, proyectando un lanzamiento de 2007. El juego fue lanzado por Hands-On Mobile en junio de 2008 con una recepción mixta, y los críticos afirmaron que el juego carecía de profundidad y anuló el uso real de los ladrillos de Lego en el juego.
El 18 de diciembre de 2007, NetDevil, en el momento a cargo del desarrollo de Lego Universe, anunció que había abierto una nueva división centrada en la web, que tenía la tarea de desarrollar un juego basado en Adobe Flash llamado Lego Racers Challenge, con una fecha de lanzamiento proyectada para el primer trimestre de 2008. NetDevil declaró que el movimiento se realizó para competir con otros juegos de navegador, como Club Penguin y RuneScape, y para construir sobre uno más antiguo, juego de Lego Racers basado en la web, titulado Drome Racing Challenge. A finales de 2008, empezaron a aparecer anuncios de un supuesto juego titulado Lego Racers: The Video Game en las impresiones de las cajas de Lego, pero, al igual que los otros títulos no lanzados, no vio noticias después.